# Кокиматлан (муниципалитет)
Кокиматла́н (исп. Coquimatlán) — муниципалитет в Мексике, в штате Колима, с административным центром в одноимённом городе. Численность населения, по данным переписи 2020 года, составила 20 837 человек.

## Общие сведения
Название Coquimatlán с языка науатль можно перевести как: место ловли и охоты на горлиц.
Площадь муниципалитета равна 527 км², что составляет 9,4 % от общей площади штата, а наиболее высоко расположенное поселение Ла-Чиминила находится на высоте 1062 метра.
Он граничит с другими муниципалитетами штата Колима: на севере с Минатитланом и Вилья-де-Альваресом, на востоке с Колимой, на юге с Текоманом и Армерией, на западе с Мансанильо.

## Учреждение и состав
Муниципалитет был образован в 1857 году, по данным 2020 года в его состав входит 101 населённый пункт, самые крупные из которых:
| Код INEGI                  | Населённый пункт                                                                           | Численность населения (2005 год) | Численность населения (2010 год) | Численность населения (2020 год) |
| -------------------------- | ------------------------------------------------------------------------------------------ | -------------------------------- | -------------------------------- | -------------------------------- |
| 004                        | Всего                                                                                      | 17363                            | 19385                            | 20837                            |
| 0001                       | Кокиматлан (исп. Coquimatlán) 19°12′05″ с. ш. 103°48′39″ з. д. (административный центр)    | 11374                            | 13358                            | 14892                            |
| 0015                       | Хуарес (Ла-Магдалена) (исп. Pueblo Juárez (La Magdalena)) 19°10′04″ с. ш. 103°55′56″ з. д. | 2259                             | 2477                             | 2300                             |
| 0013                       | Ла-Эспиранса (исп. La Esperanza) 19°10′18″ с. ш. 103°51′51″ з. д.                          | 568                              | 640                              | 622                              |
| 0014                       | Хала (исп. Jala) 19°07′40″ с. ш. 103°51′16″ з. д.                                          | 424                              | 487                              | 509                              |
| 0010                       | Эль-Чикаль (исп. El Chical) 19°14′10″ с. ш. 103°50′52″ з. д.                               | 422                              | 436                              | 443                              |
| 0016                       | Лос-Лимонес (исп. Los Limones) 19°14′07″ с. ш. 103°46′51″ з. д.                            | 426                              | 416                              | 426                              |
| 0002                       | Агуа-Сарка (исп. Agua Zarca) 19°12′54″ с. ш. 103°56′04″ з. д.                              | 318                              | 297                              | 331                              |
| —                          | Прочие                                                                                     | 1572                             | 1274                             | 1314                             |
| Названия на карте Генштаба |                                                                                            |                                  |                                  |                                  |

## Экономическая деятельность
По статистическим данным 2000 года, работоспособное население занято по секторам экономики в следующих пропорциях:
- сельское хозяйство, животноводство и рыбная ловля — 41,6 %;
- промышленность и строительство — 18,2 %;
- торговля, сферы услуг и туризма — 37,4 %;
- безработные — 2,8 %.

## Инфраструктура
По статистическим данным 2020 года, инфраструктура развита следующим образом:
- электрификация: 98,5 %;
- водоснабжение: 89,1 %;
- водоотведение: 99 %.